# نوط الشرطة للخدمة العامة
من الانواط العراقية التي منحت لأفراد ومنتسبي وضباط سلك الشرطة العراقية وصدر عام 1953 ابان عهد الملك فيصل الثاني، وحاله كحال نوط الشرطة للخدمة الممتازة فلقد تغير النوط عدة مرات وكذلك شريط النوط بعد حركة 14 تموز 1958 وحركة 17 تموز 1968.